# Stade Asim-Ferhatović-Hase
Le stade Olympique Koševo (en bosniaque : Olimpijski stadion Koševo), du nom du quartier de Sarajevo où il est situé, est le stade de l'équipe nationale de football de Bosnie-Herzégovine et du FK Sarajevo.
Il a été renommé en 2004 stade Asim Ferhatović (bosniaque : Stadion Asim Ferhatović-Hase) du nom d'une ancienne gloire du FK Sarajevo. Le stade accueille également les rencontres européennes des autres clubs bosniens comme le FK Željezničar car il est le seul stade de Bosnie-Herzégovine à répondre aux normes fixées par l'UEFA.
Le stade a une capacité de 30 121 places assises. C'est un stade ouvert composé de 4 tribunes : 2 virages Nord (Sjever) et Sud (Jug), et 2 tribunes latérales Ouest (Zapad) et Est (Istok).

## Histoire
Construit initialement en 1947, il a notamment accueilli la cérémonie d'ouverture des Jeux olympiques d'hiver de 1984 à Sarajevo. Il a été renommé en 2004 : Stade Asim Ferhatović Hase.

## Galerie

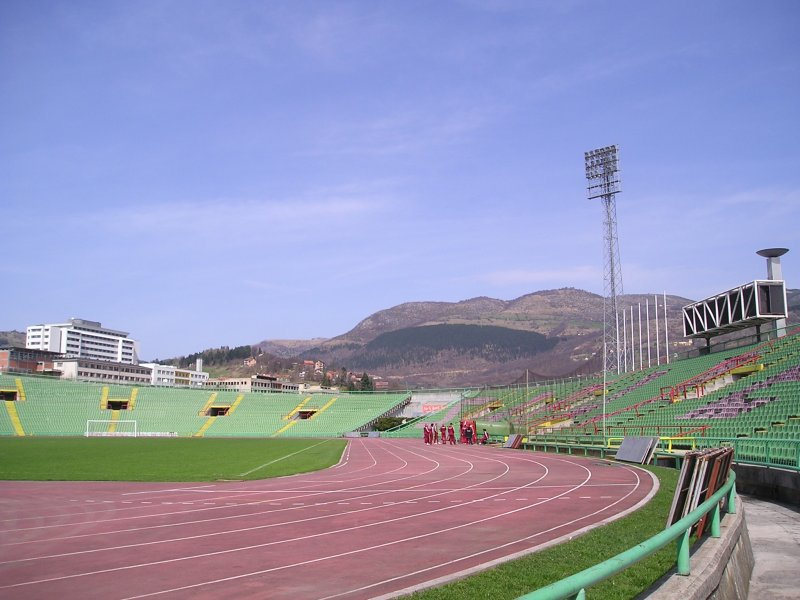
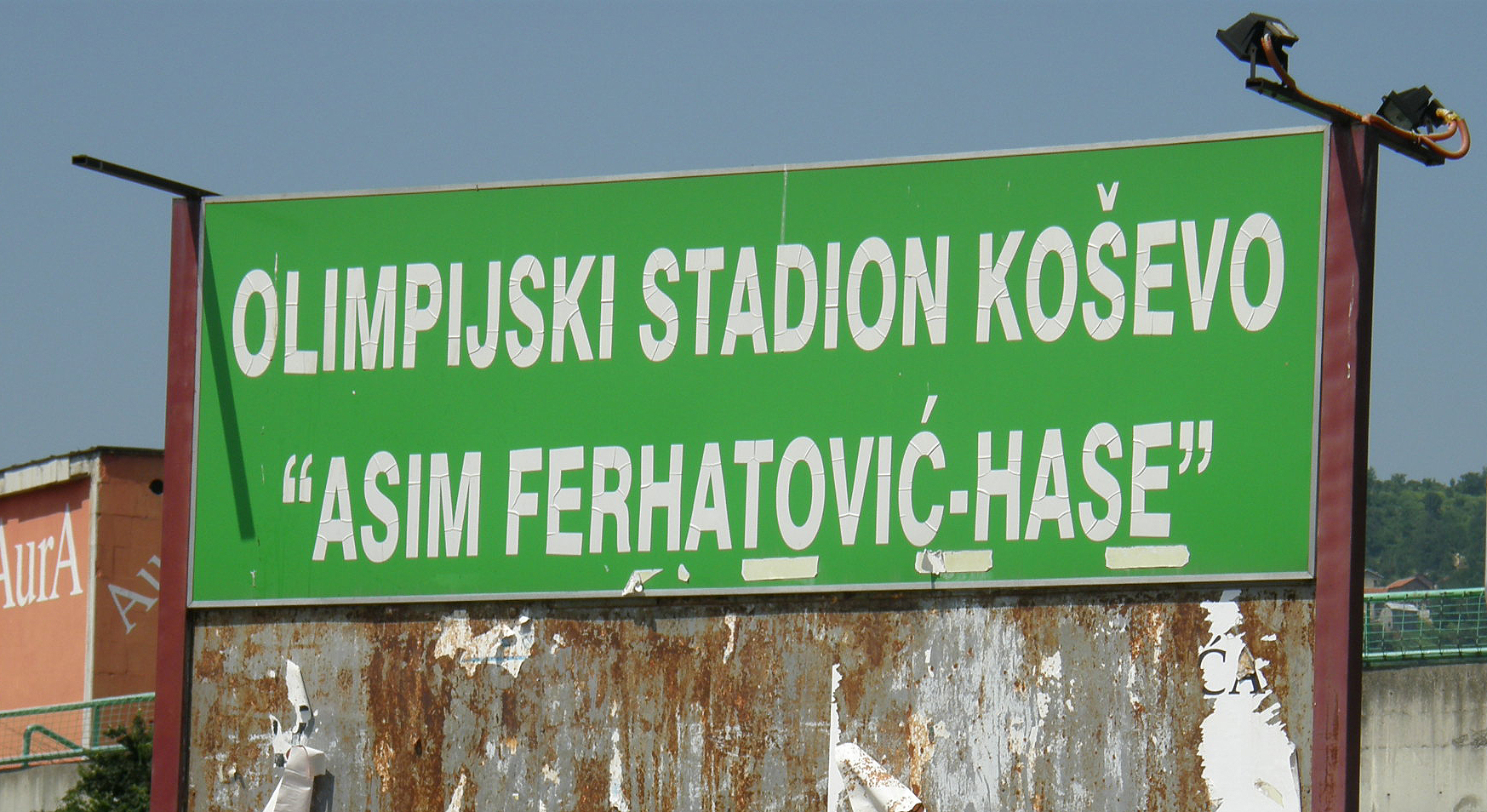

## Événements
- Jeux olympiques d'hiver de 1984